# Inktpatroon (inkjetprinter)

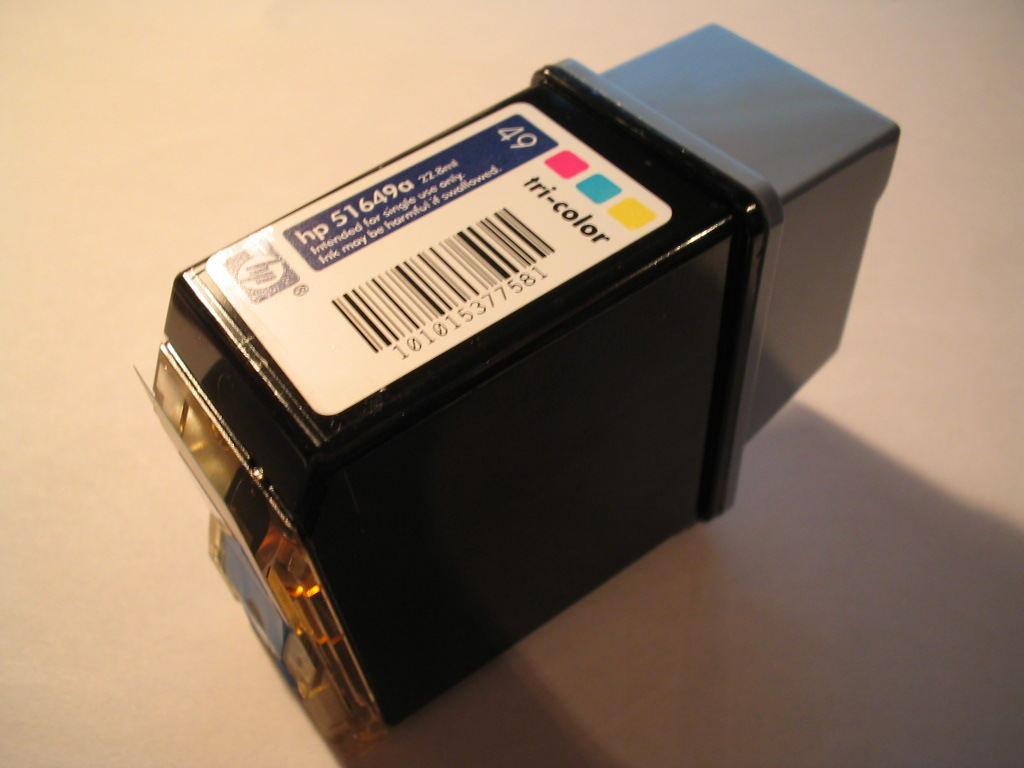
Een kleuren-inktpatroon

Een inktpatroon (ook wel inktcartridge genoemd) is een uitneembaar en vervangbaar onderdeel van een inkjetprinter. Dit in tegenstelling tot een matrixprinter (ook naaldprinter genoemd) die gebruikmaakt van een inktlint en tot een laserprinter die met een toner werkt.
Een inktpatroon bevat één of meer reservoirs met inkt, elektrische contacten en eventueel een chip voor de communicatie met de printer. Via deze communicatie verloopt de informatie: of de juiste patronen zijn geïnstalleerd, waarbij dan ook wordt aangegeven of ze al dan niet van het met de printer overeenkomende merk zijn; hoeveel inkt er nog in het reservoir van het patroon aanwezig is, waarbij sommige fabrikanten van de printers al snel de aanduiding laten verschijnen dat het patroon leeg is, terwijl er nog voldoende inkt aanwezig is; of het patroon juist is geïnstalleerd enz..
Er zijn veel soorten patronen, omdat vrijwel elk merk een ander formaat hanteert. Er bestaan patronen om in kleur te printen en patronen om in zwart af te drukken.
Over het algemeen vindt men een driekleuren en een zwarte patroon in een inkjetprinter. Er zijn ook printers met één zwarte en één kleuren patroon of printers met vijf kleuren patronen en twee zwarte.
Ook kan het zijn dat er een fotocartridge is gemonteerd met een speciale zwarte inkt die zorgt voor een hogere glans.
Er zijn in de regel twee soorten inktpatronen:
- Inkttanks:

Inkttanks zijn patronen gevuld met inkt, die aan de (vaste) printkop in de printer gekoppeld worden. Deze patronen dragen weinig bij aan de afdrukkwaliteit van de printer. De printkop kan dan doorgaans apart worden vervangen.
HP levert meestal een vaste kleurenpatroon, maar heeft ook modellen met losse inkttanks. Ook Epson en Canon kunnen losse inkttanks leveren.
- Patronen met printkop:

Inktpatronen waar de printkop op vastzit. Dit houdt in dat de afdruk daadwerkelijk van de patroon zelf komt. Elke keer wanneer men de patroon vervangt, wordt daarmee ook de printkop vervangen waardoor men elke keer een "als nieuw" kwaliteit krijgt.
Inktpatronen in de losse verkoop zijn zeer prijzig (inkt in patronen kost omgerekend zo'n 1000 euro per liter, in sommige gevallen zelfs tot 3400 euro). Soms is het dan ook voordeliger om een nieuwe printer in de aanbieding te kopen inclusief bijpassende inktpatronen (de bijgeleverde patronen zijn echter soms maar gedeeltelijk gevuld). Wel bestaan er oplossingen om de inkt in een patroon te hervullen, maar dat is meestal maar enkele keren (4-12 keer) mogelijk. Een alternatief op het hervullen is de patronen permanent bij te vullen vanuit externe inkttanks die met dunne slangetjes verbonden zijn met de inktpatronen in de printer.

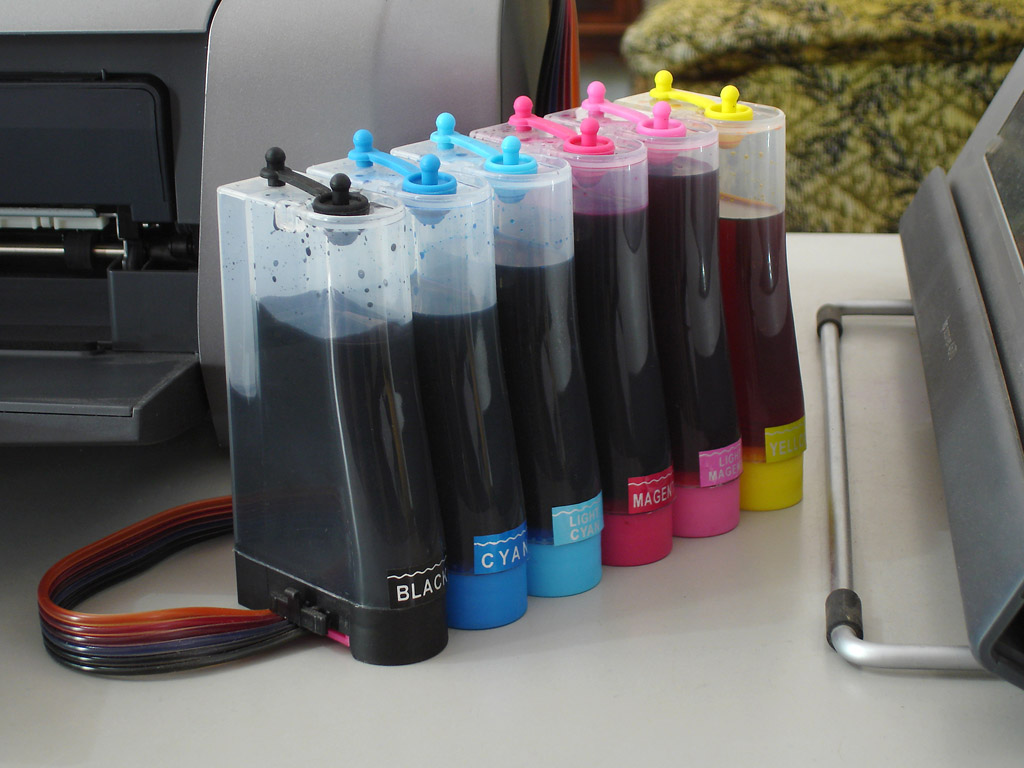
Een set externe inkttanks, met slangetjes verbonden met de inktpatronen in de printer

Omdat de winst vooral wordt gemaakt op de patronen (volgens de zogenaamde scheermesjes-strategie) hebben veel fabrikanten, in bepaalde modellen van hun inktpatronen een chip ingebouwd die ervoor zorgt dat de patroon niet meer werkt na het bijvullen.
Door de vraag naar voordeliger alternatieven zijn er bedrijven die compatible en remanufactured patronen verkopen. Compatible cartridges zijn nagemaakte patronen, meestal met bovengenoemde chip; remanufactured cartridges zijn opnieuw gevulde patronen, waarbij de eerder genoemde chip is ge-reset.

## Inktverbruik
Het inktverbruik wordt niet alleen bepaald door wat er geprint wordt - bij foto's wordt vaak het gehele blad vol geprint, terwijl voor tekst relatief weinig inkt nodig is - , maar ook hoeveel keer de printer aan en uit wordt geschakeld van het elektriciteitsnet. Iedere keer dat de printer wordt aangezet, wordt een klein beetje inkt vanuit de inktpatronen door de door de printkop(pen) gespoten om deze schoon te houden. Hierdoor kan het gebeuren, dat bijvoorbeeld een fotozwart-inktpatroon toch leeg raakt, terwijl er zelden of nooit foto's worden geprint. Ook het algehele verbruik van de inkten loopt hierdoor op. De bij het doorspuiten verbruikte inkt wordt, net als bij het reinigingsproces van de printkop(pen), in een aparte opvangvoorziening opgeslagen of ingedroogd.
Nieuwe printers worden door de fabrikant reeds voorzien van inktpatronen, maar deze bevatten vaak weinig inkt, zodat de inktpatronen al snel vervangen dienen te worden.
De fabrikanten van de inktpatronen hebben er in de loop van de jaren voor gezorgd, dat er minder inkt in dezelfde patronen wordt geleverd, zodat deze eerder leeg zijn dan dezelfde patronen van jaren geleden.
Diverse printerfabrikanten geven aan ook bij een uitdraai in zwart-wit kleureninkt bij te mengen 'voor een beter afdrukresultaat'. Daardoor kunnen ook kleureninktcartridges leegraken wanneer men verwaarloosbaar in kleur afdrukt.